# Kombinierte Waffe
Als Kombinierte Waffen werden Waffen bezeichnet, die aus mehreren miteinander verbundenen Waffen bestehen.

## Geschichte
Historische Sonderformen kombinierter Waffen umfassen gemeinsame Elemente von Blankwaffen und Schusswaffen. Der Pistolenkatar ist eine bekannte Variante dieser Waffen.
Der sogenannte Apache-Revolver vereinigt sogar drei Elemente in sich: Schlagring, Revolver und Messer. Genaugenommen zählen Ordonnanzwaffen, die die Möglichkeit bieten, ein Bajonett aufzupflanzen, in die Kategorie der „Kombinierten Waffen“

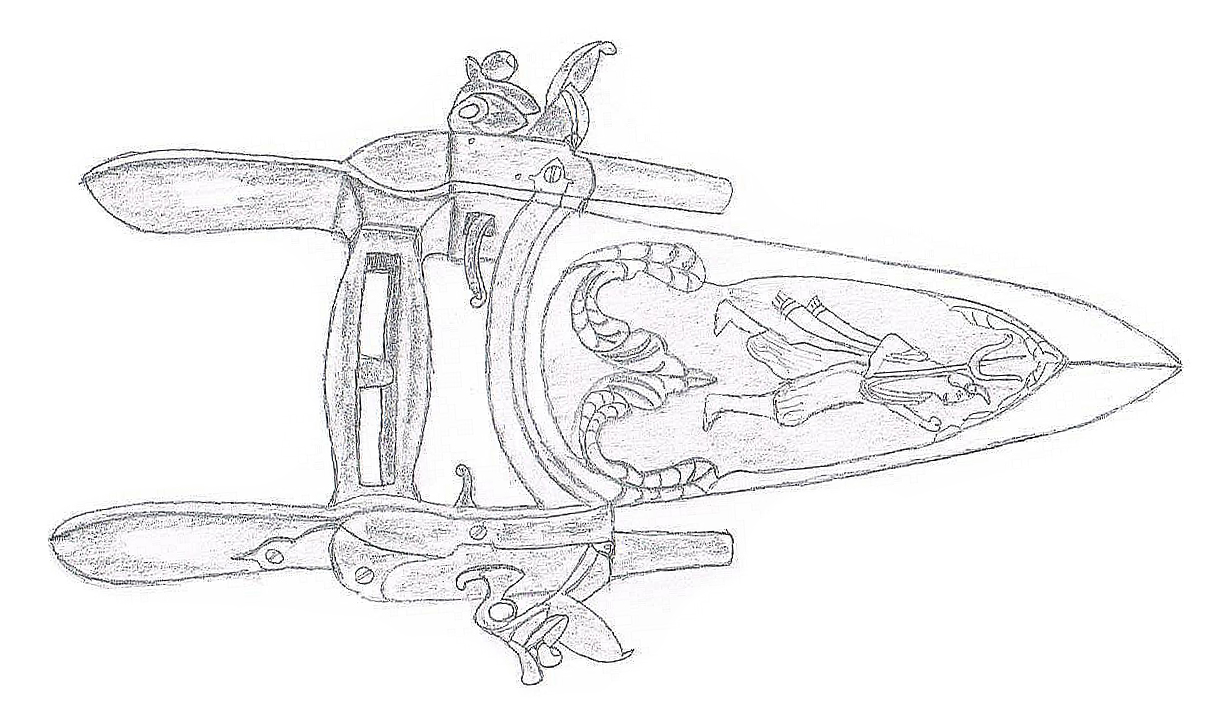
Pistolenkatar, historische Sonderform einer kombinierten Waffe
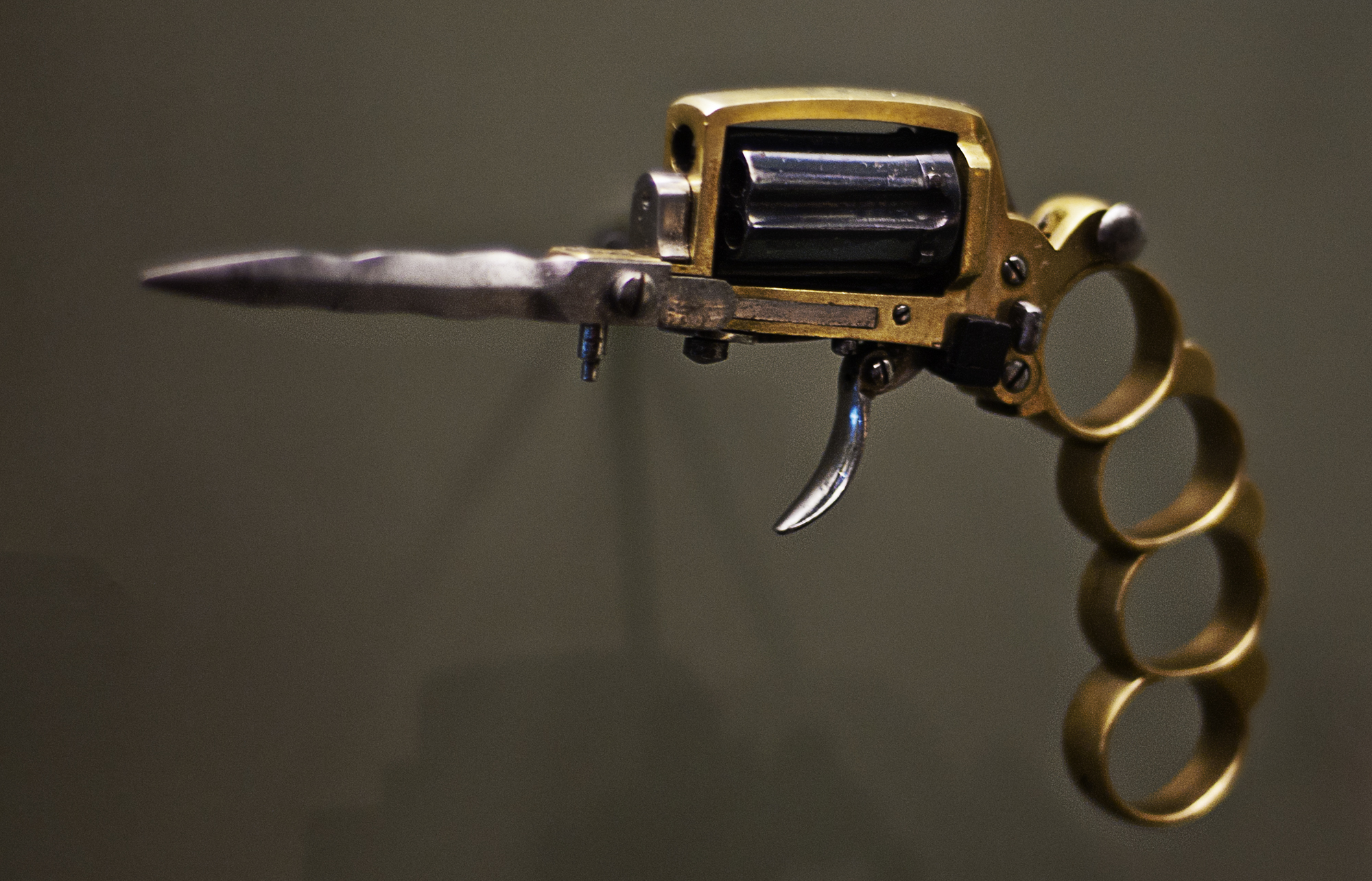
Apache-Revolver mit zusätzlichem Schlagring und Messerklinge
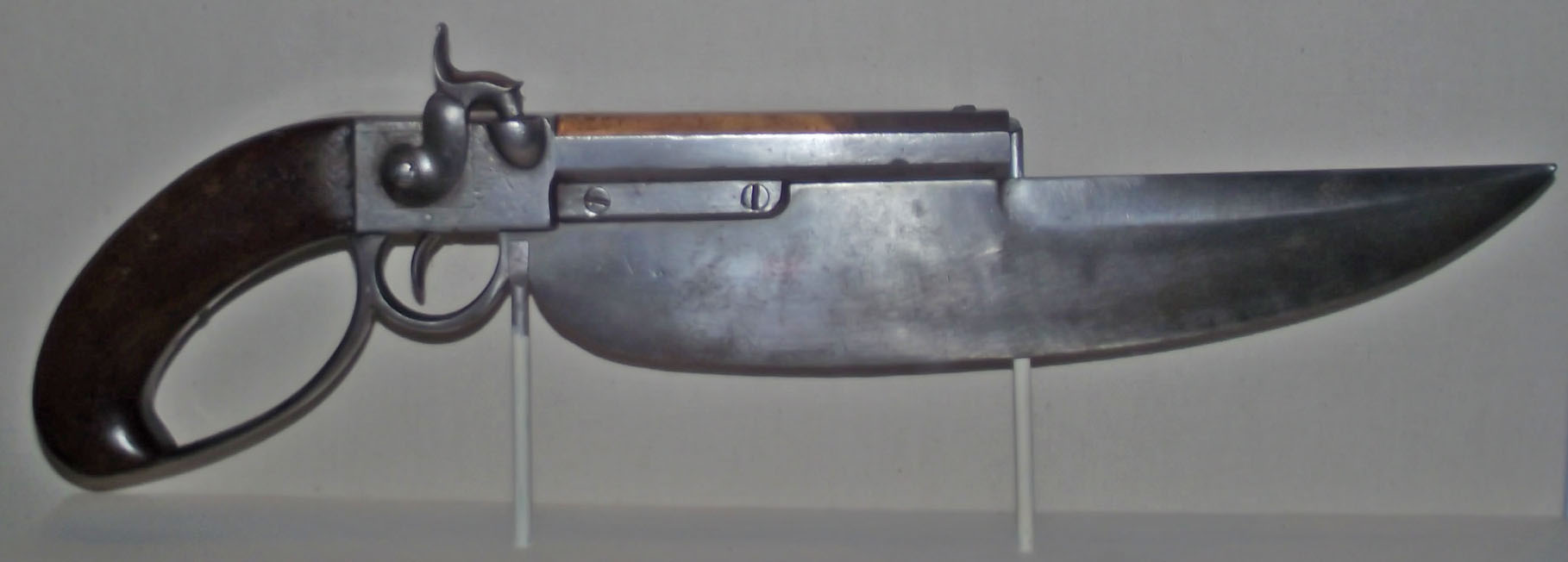
Kombination aus Pistole und Entermesser (US-Marine, 1838)
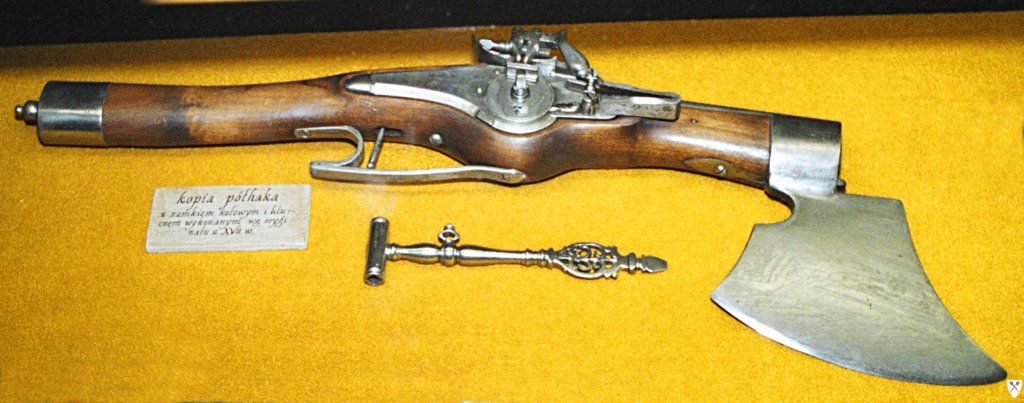
Polnische Radschlosspistole mit integrierter Axt

## Jagdwaffen der Neuzeit
Verbreitet sind Gewehre, die Schrot- und Kugelläufe aufweisen. Sie werden fast ausschließlich für die Jagd gebaut, um eine Jagdwaffe an vielseitige Bedingungen anpassen zu können. Gemeinsame Merkmale sind Einzellader- und Kipplaufsystem. Durch den Einsatz eines Einstecklaufs ist es ebenfalls möglich, eine Doppelflinte in eine kombinierte Waffe umzubauen.
Kombinierte Waffen werden anhand der Kombination der Läufe geordnet. Die gängigsten Kombinationen sind in der Galerie dargestellt.

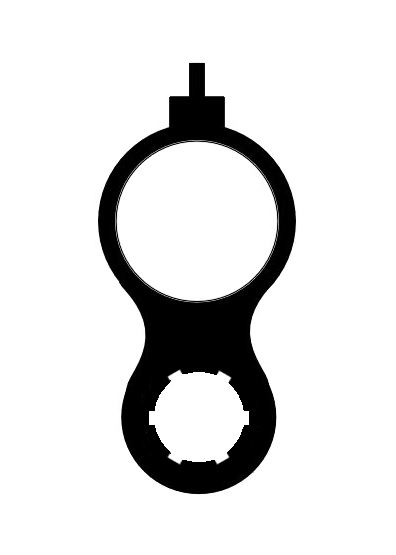
Bockbüchsflinte (BBF)
Drilling (D)
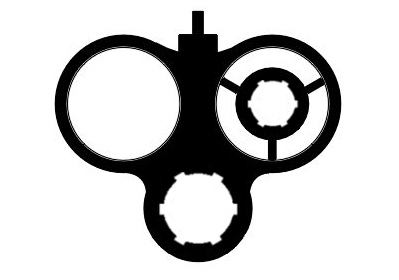
Drilling mit Einstecklauf (De)
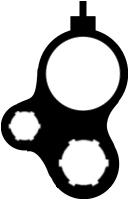
Bockdrilling (BD)

## Typologie

1 Querflinte, 2 Bockflinte, 3 Doppelbüchse,
4 Bergstutzen / Bockdoppelbüchse, 5 Büchsflinte,
6 Bockbüchsflinte, 7 Drilling, 8 Doppelbüchsdrilling,
9 Bockdrilling, 10 Vierling

Nachstehende Waffentypen sind gebräuchlich. Die Kombinationsmöglichkeiten von Läufen sind nur durch die Fähigkeiten des Büchsenmachers (und später durch die Bedienbarkeit) limitiert:
- Büchsflinte – nebeneinander liegender Kugel- und Flintenlauf
- Bockbüchsflinte – übereinander liegender Kugel- und Flintenlauf
- Normaldrilling – zwei nebeneinander liegende Flintenläufe gleichen Kalibers und mittig darunter angeordneter Kugellauf
- Waldläuferdrilling – zwei nebeneinander liegende Flintenläufe und darüber, meist in der Schiene zwischen den Schrotläufen angeordneter Kugellauf in einem Schonzeitkaliber (z. B. .22 lfB, .22 Hornet)
- Doppelbüchsdrilling – zwei nebeneinander liegende Kugelläufe gleichen Kalibers und mittig darunter angeordneter Flintenlauf
- Bockdrilling – (auch Triumphblock), Flintenlauf und zwei Kugelläufe unterschiedlichen Kalibers
- Vierling – T-Vierling (T-Form), Schienenvierling oder Doppelbüchsvierling in Kreuzform angeordnete Läufe, oft mit zwei Flinten- und zwei Kugelläufen oder als sog. Safarivierling mit vier Kugelläufen (meist zwei bis drei versch. Kaliber)

Der Begriffsbestandteil Bock deutet auf die Anordnung der Läufe übereinander (aufgebockt). Doppelbüchsen und Bergstutzen zählen zu den Einzelladerbüchsen und Kipplaufwaffen, aber nicht zu den kombinierten Waffen, weil das Merkmal der Vereinigung von Schrot- und Kugellauf fehlt. Die Unterscheidung ist aber nur theoretisch. Eine Büchsflinte/Bockbüchsflinte verliert ihre Eigenschaft als kombinierte Waffe durch den Einbau eines Einstecklaufs und wird dann zu einer Doppelbüchse bzw. einem Bergstutzen.